# قائمة حطام السفن 1914
تشمل قائمة حطام السفن 1914 السفن التي غرقت أو تعثرت أو تأثرت أو فُقدت بطريقة أخرى في عام 1914م.
ار ام اس امبريس أوف ايرلند
SS Harpalyce
SS Volturno
SS Lanfranc
Ss berlin
SMS Blücher
SMS Königsberg
HMS Hawke 
SS Sussex
SS Transylvania
SS Persia
SS Royal Edward
SS Oceanic